# Friedrich Lutzmann
Friedrich Leopold Christoph Lutzmann (Nienburg (Salzlandkreis), 5 de abril de 1859 — Dessau, 23 de abril de 1930) foi um inventor, construtor e empreendedor alemão.
Com seus dois "Motorwagen" foi, juntamente com Karl Benz e Gottlieb Daimler, um dos quatro expositores da primeira Internationale Automobil-Ausstellung (IAA) em 1897. Os irmãos Opel compraram em 1899 sua fábrica de automóveis em Dessau, iniciando assim a fabricação de automóveis. Lutzmann tornou-se diretor da fábrica Opel, produzindo seu primeiro automóvel, o Opel Patentmotorwagen „System Lutzmann“. A cooperação com Lutzmann durou dois anos.

## Biografia

### Primeiros passos e formação
Friedrich Lutzmann nasceu em Nienburg (Salzlandkreis) em 1859, filho de Christian Carl Lutzmann, que era responsável pelo controle das finanças e impostos do ducado, e sua mulher Karoline Frederike, nascida Krause. Foi o primogênito com os irmãos Richard, Albert e Anna. Sua formação escolar iniciou com a frequência da escola pública de sua cidade natal, e dos dez aos dezesseis anos de idade foi para o ginásio em Dessau e Köthen. A seguir foi durante mais de três anos aprendiz de serralheiro e latoeiro, concluindo o aprendizado mais um ano como ferreiro. Depois seguiu uma peregrinação, trabalhando em Leipzig, Apolda e Koblenz e cumprindo o serviço militar.
Depois do serviço militar trabalhou na Dessau-Cottbuser-Maschinenbau-Actien-Gesellschaft em Cottbus e depois na administração da empresa de gás de Dessau, responsável pela colocação de gasodutos e instalação de aparelhos de gás e caldeiras. Trabalhou depois na fábrica de máquinas de Richard Baumbach em Dessau e depois seguindo nova peregrinação por diversas serralherias, principalmente em Dresden na serralheria de Herrmann Darme. Inspirado pelas peças vistas em uma exposição em Dresden, seguiu para Viena, para lá trabalhar na serralheria real imperial.

### Serralheiro em Dessau

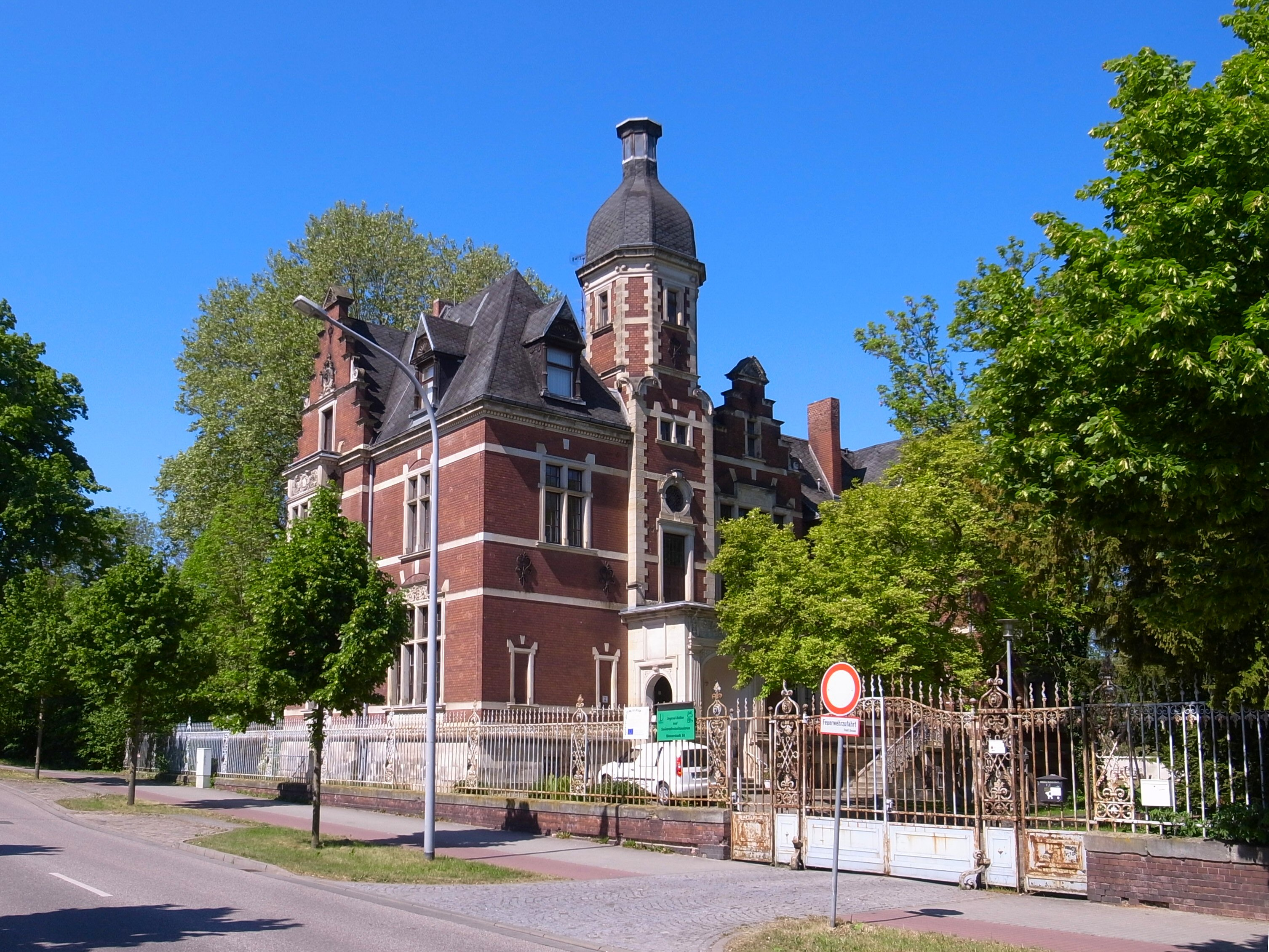
Grades do „Krötenhof“ (antiga Villa Meinert)

Em janeiro de 1884 Friedrich Lutzmann continuou sua peregrinação, indo trabalhar na Itália. Lá passou por Trieste, Veneza, Ferrara, Bolonha, Florença, Roma, Nápoles, Gênova e Milão. Trabalhou então durante um ano na serralheria de Johann Meyer em Lucerna, na Suíça, e depois durante meio ano em uma serralheria em Berlim. Abriu então em Dessau sua própria oficina. Em três anos sua oficina progrediu a ponto de Lutzmann poder comprar a casa em que até então pagava aluguel por sua oficina. Uma de suas primeiras obras foi a grade de ferro da villa do comerciante Albert Meinert (tanto a villa como a grade ainda existem na Wasserstadt número 40, o atual „Krötenhof“).
Seus trabalhos tornaram-se conhecidos e especialmente o pai de Albert Meinert, que tinha uma indústria textil, tornou-se um importante cliente. Lutzmann casou em 24 de setembro de 1887 com Alwina Hulda Pohle de Raguhn. A fim de organizar seu trabalho de forma eficiente, desenvolveu uma técnica com ajuda de uma forja mecanizada, agilizando o trabalho.
Paralelamente a seu trabalho de serralheiro, Lutzmann também consertava e fazia a manutenção das carruagens do duque. Em 18 de agosto de 1890 obteve uma patente de um mecanismo que facilitava atrelar os cavalos às carruagens. Também tinha uma oficina de bicicletas, na qual vendia bicicletas da Rover Company.

### Primeira empresa de táxi da Alemanha

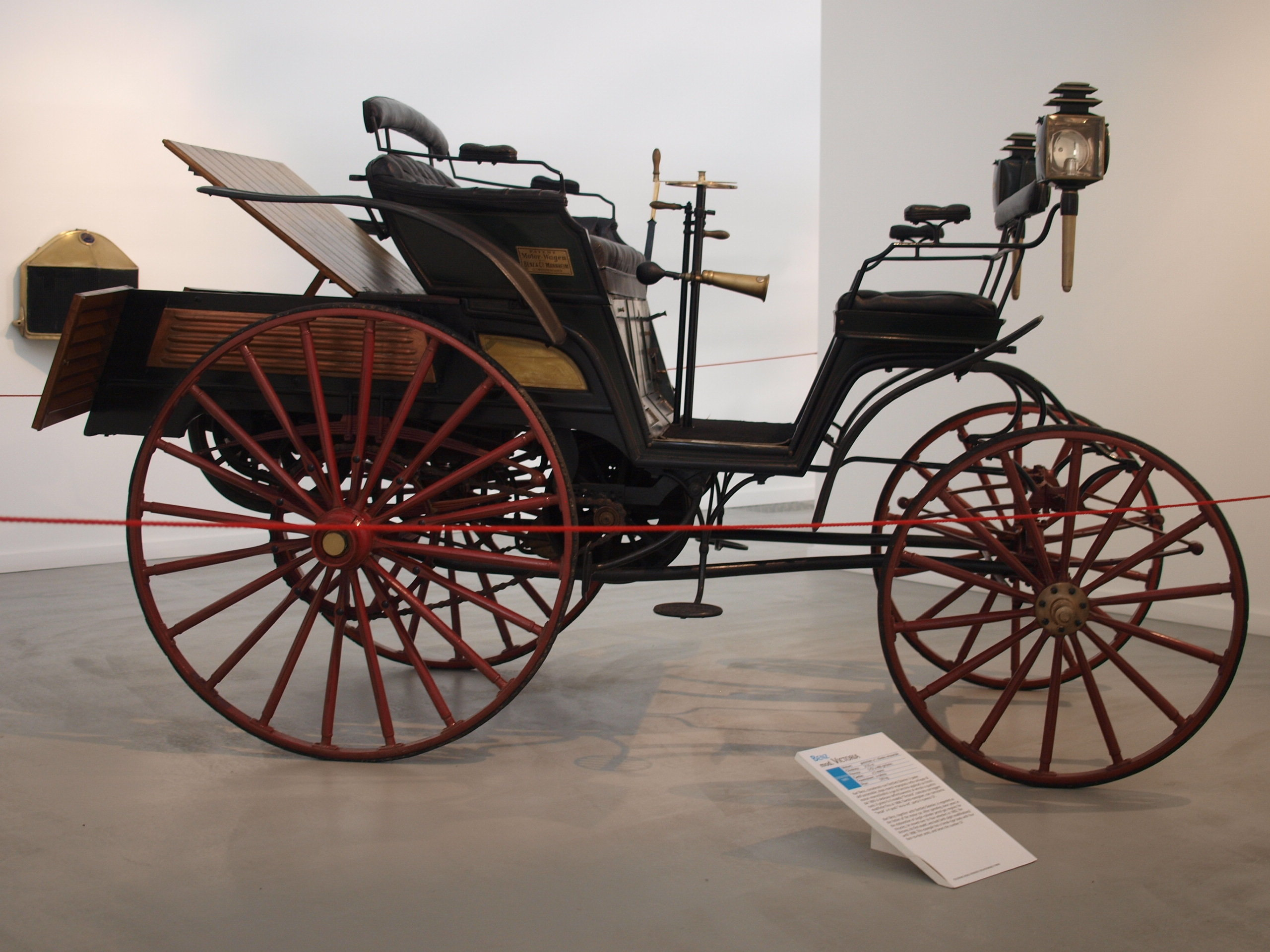
Benz Victoria vis-à-vis

O primeiro "Motorwagen" foi desenvolvido por Carl Benz em 1886, o Benz Patent-Motorwagen, e pouco tempo depois Friedrich Lutzmann começou também a se interessar pelo assunto. Ele começou a trabalhar na construção de seu automóvel em 1893, após ter visto o primeiro "Motorwagen" em 28 de abril de 1893 em Dessau. Trata-se do automóvel do industrial Fritz Kühne, um Benz Victoria Vis-à-Vis de quatro lugares, com o qual viajou de Leipzig a Dessau. Lutzmann e seu amigo Fritz Koch souberam disso pelo jornal e avaliaram o veículo. Eles conversaram com Kühne que, fascinado pelo Motorwagen, paralelamente à sua empresa de instalação de aquecimento central também representava os veículos Benz. Lutzmann decidiu naquele mesmo dia construir seu próprio Motorwagen.
Ele encomendou com Kühne um Benz Victoria Vis-á-Vis da firma Benz & Co em Mannheim, para onde viajou após um tempo de espera de quatro meses para buscá-lo. Na viagem de volta foi acompanhado por um técnico da fábrica, e que somente não o acompanhou na última etapa de Leipzig até Dessau, retornando para Mannheim.
Em 17 de setembro inauguraram Fritz Koch e Lutzmann o Motorwagen-Fahr-Verkehr (transporte por automóvel), que fazia o percurso de Dessau a Wörlitz e Aken. O tempo de viagem em condições ótimas era de uma hora, numa distância de 15 km, e o preço da passagem para a lotação de três passageiros era de 1 marco por pessoa. Para os passageiros foi a primeira possibilidade de testar um veículo motorizado, e apenas no inverno a procura era menor, pois o veículo era aberto. Em 19 de janeiro de 1894, no inverno portanto, a empresa voltou a funcionar, agora com uma capota de couro feita especialmente para o veículo. Até a abertura da linha férrea em 22 de setembro de 1894 foi mantida sua operação, tornando-se depois Lutzmann e Koch os primeiros empresários de taxi da Alemanha, com serviço de transporte em Dessau. Em 1894 foi introduzido o serviço de bondes em Dessau, com passagem bem mais barata, e assim eles precisaram de outra atividade.

## Projeto e produção de automóveis

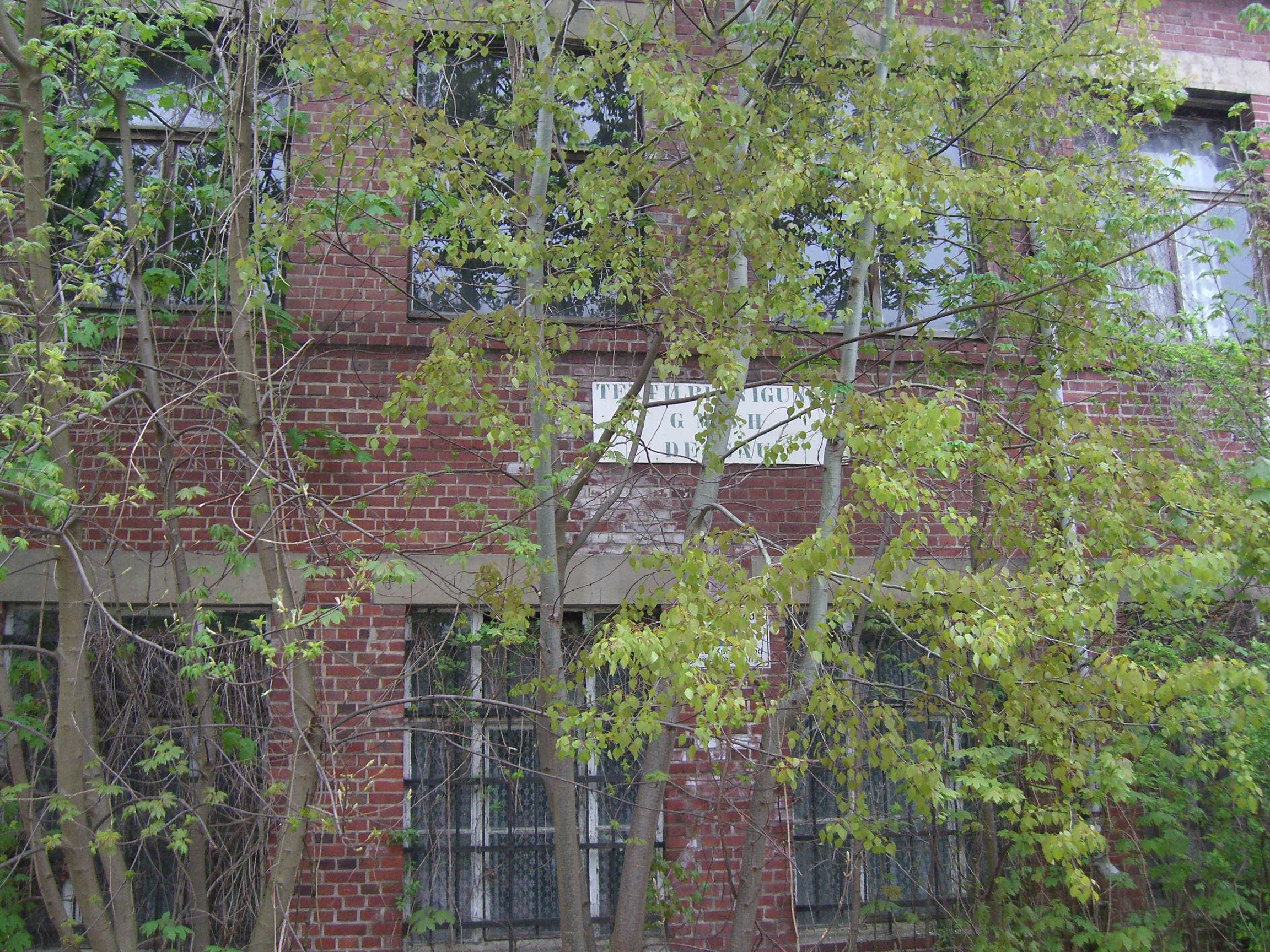
Edifício da fábrica em Dessau

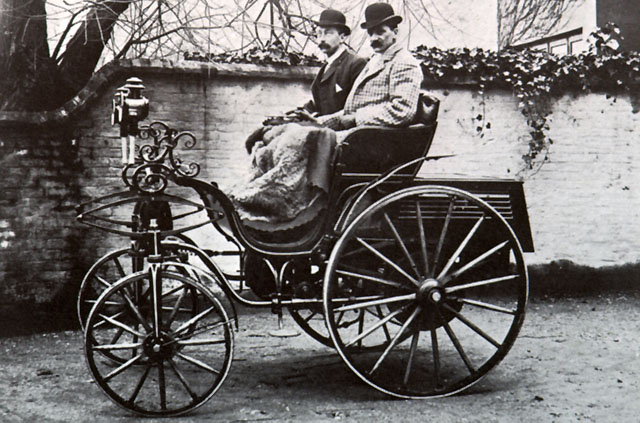
Lutzmann Pfeil 1, 1895. Este automóvel foi enviado para a Inglaterra

Possivelmente em maio de 1894 (a data exata não é conhecida), e assim aproximadamente 1 ano após o primeiro encontro de Lutzmann com o Benz-Motorwagen, saiu da fábrica o primeiro veículo. Afora a forma geral de carruagem comum na época e a também comum transmissão por correias e correntes, as diferenças técnicas em relação ao Benz-Motorwagen eram facilmente visíveis. O novo veículo tinha não somente um tipo diferente de direção (invenção de Lutzmann, patente Nr. 79039) como uma suspensão diferente na roda motriz. Também o motor era diferente do de Benz.
Além dos ornamentos dourados sobre pintura preta e aros vermelhos, destacavam-se acima de tudo os ornamentos de aço, que serviam de suporte para as lâmpadas. A aparência elegante, também em comparação com as formas de carroça da concorrência deixavam claro que Lutzmann era um exímio serralheiro.
Ainda no mesmo ano o industrial F. A. Schreiber de Köthen comprou um Lutzmann por ℳ 4 000. Um outro Lutzmann-Motorwagen foi exportado para Áden, Iêmen, como noticiado no semanário „Bernburger Wochenblatt“ em agosto de 1895. Ao longo dos anos automóveis Lutzmann foram exportados para o Reino Unido, Países Baixos e diversos outros países.
Lutzmann empregou em sua fábrica de Dessau apenas ca. de 20 pessoas, bem menos que seus concorrentes Daimler e Benz. A partir de dezembro de 1898 a empresa mudou seu nome para "Anhaltische Motorwagenfabrik".

### Características construtivas
Em comparação com os concorrentes Benz e Daimler, o veículo de Lutzmann tinha uma vantagem fundamental. Lutzmann usava mancais de rolamento para eixos e coluna de direção, reduzindo consideravelmente a resistência ao atrito do veículo. Considerando um motor com a potência de apenas 3 a 4 cavalo-vapor, esta medida representou em significativo aumento da velocidade máxima do veículo. Os mancais de rolamento foram fabricados por ele mesmo, pois os mancais então disponíveis para bicicletas não eram resistentes o suficiente para suas aplicações.
Uma questão difícil de resolver era a minimização do peso.
Em 1895 Lutzmann patenteou uma transmissão por correia (Patentes 87231 / 93843 / 109473), que funcionava com somente uma alavanca e depois foi usada em todos os seus veículos. Isto resultou em significativa simplificação operacional. Com um custo adicional também era possível dispor de uma marcha a ré. Os automóveis dispunham de uma catraca patenteada para as rodas traseiras, que desempenhavam então o mesmo papel do diferencial nos veículos com eixo cardan que surgiram depois.
A melhoria mais significativa foi um reservatório de água de refrigeração refrigerado a ar, que reduziu o volume de água necessário. Um veículo Benz necessitava para 100 km 20 litros de gasolina e 150 litros de água para refrigeração.

### Motor
O motor dispunha de uma válvula de admissão automática, que funcionava com subpressão. A válvula de exaustão, ao contrário, era controlada por uma came colocada no virabrequim. Ambas as válvulas, por questão de simplificação, eram montadas juntas (Pat. Nr. 93233).
Todos os motores eram de um cilindro com cilindrada de 1500 a 3500 cm3. A potência era de ca. 1,5 a 9 CV a 400 – 500 min−1. Já tinham uma avançada ignição elétrica por bobina de indução de Ruhmkorff. Os blocos do motor eram fabricados em aço forjado de alta qualidade, assegurando qualidade e durabilidade acima da média.
Os modelos produzidos mais tarde com um carburador integrado ao tanque de gasolina, para economia de espaço, despertou interesse na imprensa especializada e leigos interessados, que designaram o motor falsamente como "sem carburador".

### Versões
| Pfeil 1 | Pfeil 2 mit Halbverdeck | Pfeil 5 (links) und Pfeil 4 (rechts) |

Da esquerda para a direita: Pfeil 1, Pfeil 2 com semi capota, Pfeil 5 e Pfeil 4
Ao todo houve no mínimo 14 diferentes variantes do Lutzmann-Motorwagen, a maioria dos quais com o epíteto "Pfeil" (flecha). De cada uma destas variantes foi no mínimo um realmente construído.